# Bernardino Drovetti

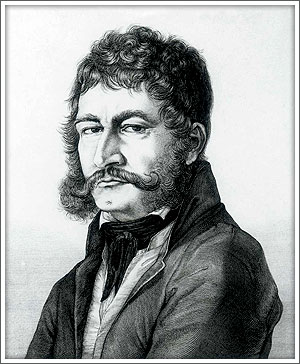
Bernardino Drovetti

Bernardino Michele Maria Drovetti (Barbania, 7 januari 1776 – Turijn, 5 maart 1852) was een Italiaanse verzamelaar, diplomaat en politicus.

## Biografie
Bernardino Drovetti werd geboren in Barbania, een stad vlak bij Turijn in het koninkrijk Sardinië. Hij verkreeg de Franse nationaliteit en ging bij het Grande Armée. Tijdens de Franse veldtocht in Egypte (1798-1799) redde hij het leven van Joachim Murat, zwager van Napoleon Bonaparte. Later werd hij de Franse consul-generaal in Egypte. Dit deed hij ten tijde van het Eerste Franse Keizerrijk (tot 1814) en ook tijdens de restauratie van de Bourbons tussen 1820 en 1829. Hij won het vertrouwen van Wāli Mohammed Ali en had invloed op hervorming doorgevoerd door Mohammed Ali. In 1820 werd hij onderscheiden in de medaille Chevalier dans l'Ordre de la Legion d'Honneur.
In maart 1816 bezocht hij samen met Cailliaud en Rifaud Aboe Simbel. De tempel was overdekt met zand. Hij deed een poging om het zand te verwijderen maar slaagde er niet in omdat hij te weinig personeel kon inhuren.
Tijdens zijn verblijf in Egypte werd Bernardino Drovetti een verzamelaar van Egyptische oudheden. Hij huurde diverse mensen in en was voornamelijk actief in Luxor. In korte tijd verzamelde hij grote hoeveelheden vondsten die hij doorverkocht aan Europa. Samen met Giovanni d'Anastasi en Henry Salt legde hij de basis voor de collecties in de musea van Londen, Parijs, Turijn, Berlijn en Leiden. Zijn eerste collectie werd geweigerd door Frankrijk, maar werd geaccepteerd door koning Karel Felix van Sardinië. In 1824 werd de collectie verzonden naar Turijn, daar werd het de kern van het toekomstige Museo Egizio. Een van de oudheden die Drovetti verkocht aan het Museo Egizio is de koningslijst van Turijn, een papyrus met een chronologische lijst van farao's gedateerd ten tijde van Ramses II. Het werd in 1820 gevonden door Drovetti in Luxor. Een andere deel van de collectie werd verkocht aan koning Karel X van Frankrijk en staat nu in het Louvre. Een derde deel van de collectie werd verkocht aan Karl Richard Lepsius in 1836 en verzonden naar Pruisen om in het Egyptische Museum van Berlijn ondergebracht te worden. 
In zijn latere jaren werd Drovetti krankzinnig verklaard en opgesloten in het gekkenhuis te Turijn. Hij overleed in het gesticht op 5 maart 1852.

## Nalatenschap
Bernardino Drovetti stond aan de basis van drie grote collecties Egyptische oudheden in Europa en ook andere musea, waaronder het Rijksmuseum van Oudheden in Leiden, verwierven enkele stukken van Drovetti. Hij droeg dan ook in belangrijke mate bij aan de belangstelling voor het Oude Egypte in het toenmalig Europa. Drovetti wordt echter ook herinnerd om zijn meedogenloze houding tegenover andere verzamelaars van oudheden en opgravers. Hij stond vooral vijandig tegenover Henry Salt, Giovanni Battista Belzoni en Jean-François Champollion. Tijdens opgravingen in Luxor rond 1818, rapporteerde Belzoni dat hij werd lastiggevallen door Antonio Lebolo en ene Rosignani, twee medewerkers van Drovetti. Hij probeerde diverse malen de expeditie van Champollion in Egypte (1827-1828) te verhinderen, vermoedelijk om te voorkomen dat hij een concurrent kreeg die met zijn zaken bemoeide.
Drovetti en zijn medewerkers werden beschouwd als onzorgvuldig en gewetenloos in hun omgang met de ontdekte oudheden. De beschadigingen aan de Turin Royal Canon, een oud papyrusschrift, zijn bijvoorbeeld een gevolg van hun gedrag.
- Bibsys: 12034703
- Bibliothèque nationale de France: cb120689421 (data)
- Gemeinsame Normdatei: 117656429
- International Standard Name Identifier: 0000 0000 2680 6468
- Library of Congress Control Number: n86107465
- Nationale Bibliotheek van Israël: 987007434273105171
- Nederlandse Thesaurus van Auteursnamen: 174388764
- Istituto Centrale per il Catalogo Unico: UBOV053497
- SNAC: w6qv4j8p
- Système universitaire de documentation: 028962478
- Virtual International Authority File: 39399994
- WorldCat: E39PBJxMg48kgXt44xmBjxJ7HC